# Stružani
Stružani falu Horvátországban, Bród-Szávamente megyében. Közigazgatásilag Oprisavcihoz tartozik.

## Fekvése
Bród központjától légvonalban 23, közúton 28 km-re, községközpontjától légvonalban 5, közúton 10 km-re keletre, Szlavónia középső részén, a Szávamenti-síkságon, Sredanci és Zoljani között fekszik. Itt található az A5-ös (E73) Pélmonostor-Eszék-Svilaj autópálya és az A3-as (E70) Zágráb-Lipovac autópálya csomópontja.

## Története
Stružani területe az itt talált leletek szerint már ősidők óta lakott volt. A Zágráb-Lipovac autópálya építésének előkészítő munkálatai során a falu északkeleti részén, az építendő autópálya nyomvonalán egy hosszan elnyúló dombháton a „Vrtlovi” lelőhelyen történelem előtti és középkori kerámiatöredékeket találtak, melyek egykori, itt állt ősi településekre utalnak. 2006-ban és 2007-ben leletmentő régészeti feltárásokat végeztek a falutól mintegy 500 méterre északkeletre található „Vrtlovi-Kućište-Veliki Trstenik” lelőhelyen. Itt számos kerámiatöredék mellett hamvasztásos temetkezésre utaló korom, hamu és égett csontmaradványok kerültek elő. A régebbi leleteket vaskori kelta településsel azonosították. Mellettük az autópálya északi és déli oldalán fekvő dombhátakon középkori és kora újkori település maradványai is előkerültek.
Noha a régészeti leletek azt mutatják, hogy itt a középkorban is éltek emberek, a település neve nem szerepel a középkori forrásokban. Az egyházi vizitáció jelentése 1730-ban említ itt egy „Tušan” nevű falut 10 házzal. A mai település közelében ma is létezik egy „Tuk” nevű hely, mely a régi település nevéből származhat. Stružani neve 1746-ban bukkan fel először az egyházi vizitáció jelentésében, amikor 25 házában 76 katolikus élt és már állt itt egy Szent Mihály kápolna is. 1758-ban a svilaji plébániához tartozó faluban 31 ház állt. 1760-ban a faluban 19 katolikus ház állt, melyekben 31 család élt 140 katolikus lakossal.
Az első katonai felmérés térképén „Strussani” néven található. Lipszky János 1808-ban Budán kiadott repertóriumában „Struxane” néven szerepel. Nagy Lajos 1829-ben kiadott művében „Struxane” néven 27 házzal, 146 katolikus vallású lakossal találjuk. A katonai közigazgatás megszüntetése után 1871-ben Pozsega vármegyéhez csatolták.
A településnek 1857-ben 158, 1910-ben 201 lakosa volt. Pozsega vármegye Bródi járásának része volt. Az 1910-es népszámlálás adatai szerint lakosságának 99%-a horvát anyanyelvű volt. Az első világháború után 1918-ban az új szerb-horvát-szlovén állam, majd később (1929-ben) Jugoszlávia része lett. 1991-től a független Horvátországhoz tartozik. 1991-ben lakosságának 96%-a horvát nemzetiségű volt. 2011-ben a településnek 169 lakosa volt.

## Lakossága
| Lakosság változása | Lakosság változása | Lakosság változása | Lakosság változása | Lakosság változása | Lakosság változása | Lakosság változása | Lakosság változása | Lakosság változása | Lakosság változása | Lakosság változása | Lakosság változása | Lakosság változása | Lakosság változása | Lakosság változása | Lakosság változása |
| ------------------ | ------------------ | ------------------ | ------------------ | ------------------ | ------------------ | ------------------ | ------------------ | ------------------ | ------------------ | ------------------ | ------------------ | ------------------ | ------------------ | ------------------ | ------------------ |
| 1857               | 1869               | 1880               | 1890               | 1900               | 1910               | 1921               | 1931               | 1948               | 1953               | 1961               | 1971               | 1981               | 1991               | 2001               | 2011               |
| 158                | 174                | 144                | 181                | 207                | 201                | 194                | 189                | 202                | 188                | 225                | 204                | 179                | 181                | 176                | 169                |

## Nevezetességei
Szent Péter és Pál apostolok tiszteletére szentelt római katolikus temploma a svilaji plébánia filiája.

## Sport
Az NK Sloga Stružani labdarúgóklubot 1985-ben alapították.